# Scherma ai Giochi della XVIII Olimpiade - Sciabola individuale maschile
La competizione della sciabola individuale maschile  di scherma ai Giochi della XVIII Olimpiade si tenne nei giorni 19 e 20 ottobre 1964 alla Università di Waseda a Tokyo.

## Programma
| Data            | Round             | Note                                       |
| --------------- | ----------------- | ------------------------------------------ |
| 19 ottobre 1964 | 1º turno          | 8 gruppi i primi quattro passano il turno. |
| 19 ottobre 1964 | 2º turno          | 4 gruppi i primi quattro passano il turno. |
| 20 ottobre 1964 | Ottavi di finale  | 8 incontri a eliminazione diretta.         |
| 20 ottobre 1964 | Quarti di finale  | 4 incontri a eliminazione diretta.         |
| 20 ottobre 1964 | Girone finale a 4 |                                            |

## Risultati

### Primo turno
| Pos. | Atleta           | Nazione          | Vittorie | Stoccate | Incontri | Incontri | Incontri | Incontri | Incontri | Incontri | Barrage |
| Pos. | Atleta           | Nazione          | Vittorie | Stoccate | RYL      | CHI      | DRÎ      | POS      | GON      | RYA      | Barrage |
| ---- | ---------------- | ---------------- | -------- | -------- | -------- | -------- | -------- | -------- | -------- | -------- | ------- |
| 1    | Jakov Ryl'skij   | Unione Sovietica | 4        | 23-14    | X        | 3-5      | 5-4      | 5-2      | 5-1      | 5-2      |         |
| 2    | Pierluigi Chicca | Italia           | 4        | 22-15    | 5-3      | X        | 2-5      | 5-3      | 5-3      | 5-1      |         |
| 3    | Ion Drîmbă       | Romania          | 3        | 21-16    | 4-5      | 5-2      | X        | 2-5      | 5-2      | 5-2      |         |
| 4    | Ignacio Posada   | Colombia         | 2+1      | 17-19    | 2-5      | 3-5      | 5-2      | X        | 2-5      | 5-2      | 5-4     |
| 5    | Rafael González  | Argentina        | 2+0      | 16-18    | 1-5      | 3-5      | 2-5      | 5-2      | X        | 5-1      | 4-5     |
| 6    | Michael Ryan     | Irlanda          | 0        | 25-8     | 2-5      | 1-5      | 2-5      | 2-5      | 1-5      | X        |         |

| Pos. | Atleta           | Nazione          | Vittorie | Stoccate | Incontri | Incontri | Incontri | Incontri | Incontri | Incontri | Incontri |
| Pos. | Atleta           | Nazione          | Vittorie | Stoccate | PAW      | HAM      | SAL      | VIN      | BOU      | LOC      | THE      |
| ---- | ---------------- | ---------------- | -------- | -------- | -------- | -------- | -------- | -------- | -------- | -------- | -------- |
| 1    | Jerzy Pawłowski  | Polonia          | 6        | 30-7     | X        | 5-1      | 5-3      | 5-2      | 5-1      | 5-0      | 5-0      |
| 2    | Eugene Hamori    | Stati Uniti      | 5        | 26-7     | 1-5      | X        | 5-2      | 5-0      | 5-0      | 5-0      | 5-0      |
| 3    | Cesare Salvadori | Italia           | 4        | 25-14    | 3-5      | 2-5      | X        | 5-2      | 5-1      | 5-1      | 5-0      |
| 4    | Octavian Vintila | Romania          | 3        | 19-19    | 2-5      | 0-5      | 2-5      | X        | 5-3      | 5-1      | 5-0      |
| 5    | Jan Boutmy       | Antille Olandesi | 2        | 15-21    | 1-5      | 0-5      | 1-5      | 3-5      | X        | 5-0      | 5-1      |
| 6    | Nguyen The Loc   | Vietnam          | 1        | 7-29     | 0-5      | 0-5      | 1-5      | 1-5      | 0-5      | X        | 5-4      |
| 7    | Ronnie Theseira  | Malaysia         | 0        | 5-30     | 0-5      | 0-5      | 0-5      | 0-5      | 1-5      | 4-5      | X        |

| Pos. | Atleta             | Nazione     | Vittorie | Stoccate | Incontri | Incontri | Incontri | Incontri | Incontri | Incontri |
| Pos. | Atleta             | Nazione     | Vittorie | Stoccate | PIĄ      | CAL      | ORL      | SHI      | FOX      | ALM      |
| ---- | ------------------ | ----------- | -------- | -------- | -------- | -------- | -------- | -------- | -------- | -------- |
| 1    | Andrzej Piątkowski | Polonia     | 5        | 25-8     | X        | 5-4      | 5-3      | 5-1      | 5-0      | 5-0      |
| 2    | Wladimiro Calarese | Italia      | 4        | 24-9     | 4-5      | X        | 5-1      | 5-1      | 5-0      | 5-2      |
| 3    | Tom Orley          | Stati Uniti | 3        | 19-16    | 3-5      | 1-5      | X        | 5-4      | 5-1      | 5-1      |
| 4    | Seiji Shibata      | Giappone    | 2        | 16-21    | 1-5      | 1-5      | 4-5      | X        | 5-4      | 5-2      |
| 5    | Bob Foxcroft       | Canada      | 1        | 10-23    | 0-5      | 0-5      | 1-5      | 4-5      | X        | 5-3      |
| 6    | Houshmand Almasi   | Iran        | 0        | 8-25     | 0-5      | 2-5      | 1-5      | 2-5      | 3-5      | X        |

| Pos. | Atleta             | Nazione     | Vittorie | Stoccate | Incontri | Incontri | Incontri | Incontri | Incontri | Incontri |
| Pos. | Atleta             | Nazione     | Vittorie | Stoccate | BAK      | KER      | THE      | KIT      | ECH      | MAD      |
| ---- | ------------------ | ----------- | -------- | -------- | -------- | -------- | -------- | -------- | -------- | -------- |
| 1    | Péter Bakonyi      | Ungheria    | 5        | 25-11    | X        | 5-2      | 5-3      | 5-1      | 5-2      | 5-3      |
| 2    | Attila Keresztes   | Stati Uniti | 4        | 22-13    | 2-5      | X        | 5-4      | 5-4      | 5-0      | 5-0      |
| 3    | Jürgen Theuerkauff | Germania    | 3        | 22-15    | 3-5      | 4-5      | X        | 5-2      | 5-2      | 5-1      |
| 4    | Teruhiro Kitao     | Giappone    | 2        | 17-18    | 1-5      | 4-5      | 2-5      | X        | 5-0      | 5-3      |
| 5    | Emilio Echeverry   | Colombia    | 1        | 9-23     | 2-5      | 0-5      | 2-5      | 0-5      | X        | 5-3      |
| 6    | Nasser Madani      | Iran        | 0        | 10-25    | 3-5      | 0-5      | 1-5      | 3-5      | 3-5      | X        |

| Pos. | Atleta             | Nazione          | Vittorie | Stoccate | Incontri | Incontri | Incontri | Incontri | Incontri | Incontri | Incontri |
| Pos. | Atleta             | Nazione          | Vittorie | Stoccate | RAK      | LEF      | FUN      | WEL      | OLD      | ZAR      | VĂN      |
| ---- | ------------------ | ---------------- | -------- | -------- | -------- | -------- | -------- | -------- | -------- | -------- | -------- |
| 1    | Mark Rakita        | Unione Sovietica | 6        | 30-12    | X        | 5-2      | 5-2      | 5-3      | 5-3      | 5-1      | 5-1      |
| 2    | Jacques Lefevre    | Francia          | 5        | 27-19    | 2-5      | X        | 5-4      | 5-1      | 5-3      | 5-4      | 5-2      |
| 3    | Mitsuyuki Funamizu | Giappone         | 4        | 26-17    | 2-5      | 4-5      | X        | 5-2      | 5-2      | 5-2      | 5-1      |
| 4    | Dieter Wellmann    | Germania         | 3        | 21-22    | 3-5      | 1-5      | 2-5      | X        | 5-4      | 5-1      | 5-2      |
| 5    | Richard Oldcorn    | Gran Bretagna    | 2        | 22-23    | 3-5      | 3-5      | 2-5      | 4-5      | X        | 5-1      | 5-2      |
| 6    | Bizhan Zarnegar    | Iran             | 1        | 14-27    | 1-5      | 4-5      | 2-5      | 1-5      | 1-5      | X        | 5-2      |
| 7    | Trần Văn Xuan      | Vietnam          | 0        | 10-30    | 1-5      | 2-5      | 1-5      | 2-5      | 2-5      | 2-5      | X        |

| Pos. | Atleta              | Nazione       | Vittorie | Stoccate | Incontri | Incontri | Incontri | Incontri | Incontri | Incontri |
| Pos. | Atleta              | Nazione       | Vittorie | Stoccate | PAR      | OCH      | KÖS      | LEC      | SOM      | BOU      |
| ---- | ------------------- | ------------- | -------- | -------- | -------- | -------- | -------- | -------- | -------- | -------- |
| 1    | Marcel Parent       | Francia       | 5        | 25-9     | X        | 5-2      | 5-2      | 5-3      | 5-1      | 5-1      |
| 2    | Emil Ochyra         | Polonia       | 4        | 22-16    | 2-5      | X        | 5-3      | 5-3      | 5-4      | 5-1      |
| 3    | Walter Köstner      | Germania      | 3        | 20-15    | 2-5      | 3-5      | X        | 5-2      | 5-2      | 5-1      |
| 4    | Sandy Leckie        | Gran Bretagna | 2        | 18-22    | 3-5      | 3-5      | 2-5      | X        | 5-4      | 5-3      |
| 5    | Henry Sommerville   | Australia     | 1        | 16-20    | 1-5      | 4-5      | 2-5      | 4-5      | X        | 5-0      |
| 6    | John Bouchier-Hayes | Irlanda       | 0        | 6-25     | 1-5      | 1-5      | 1-5      | 3-5      | 0-5      | X        |

| Pos. | Atleta              | Nazione       | Vittorie | Stoccate | Incontri | Incontri | Incontri | Incontri | Incontri | Incontri | Incontri | Barrage | Barrage | Barrage |
| Pos. | Atleta              | Nazione       | Vittorie | Stoccate | KOV      | ARA      | COO      | PEN      | BRA      | MAR      | FRE      | PEN     | BRA     | MAR     |
| ---- | ------------------- | ------------- | -------- | -------- | -------- | -------- | -------- | -------- | -------- | -------- | -------- | ------- | ------- | ------- |
| 1    | Attila Kovács       | Ungheria      | 6        | 30-10    | X        | 5-2      | 5-2      | 5-2      | 5-2      | 5-1      | 5-1      |         |         |         |
| 2    | Claude Arabo        | Francia       | 5        | 27-14    | 2-5      | X        | 5-2      | 5-1      | 5-2      | 5-2      | 5-2      |         |         |         |
| 3    | Ralph Cooperman     | Gran Bretagna | 3        | 22-23    | 2-5      | 2-5      | X        | 5-4      | 5-3      | 5-1      | 3-5      |         |         |         |
| 4    | Enrique Penabella   | Cuba          | 2+2      | 20-28    | 2-5      | 1-5      | 4-5      | X        | 5-4      | 3-5      | 5-4      | X       | 5-4     | 5-1     |
| 5    | Yves Brasseur       | Belgio        | 2+0      | 21-24    | 2-5      | 2-5      | 3-5      | 4-5      | X        | 5-3      | 5-1      | 4-5     | X       | ND      |
| 6    | Alexander Martonffy | Australia     | 2+0      | 17-27    | 1-5      | 2-5      | 1-5      | 5-3      | 3-5      | X        | 5-4      | 1-5     | ND      | X       |
| 7    | Juan Carlos Frecia  | Argentina     | 1        | 17-28    | 1-5      | 2-5      | 5-3      | 4-5      | 1-5      | 4-5      | X        |         |         |         |

| Pos. | Atleta            | Nazione          | Vittorie | Stoccate | Incontri | Incontri | Incontri | Incontri | Incontri | Incontri | Incontri |
| Pos. | Atleta            | Nazione          | Vittorie | Stoccate | MUR      | MAV      | PÉZ      | LAN      | AND      | TOR      | POS      |
| ---- | ----------------- | ---------------- | -------- | -------- | -------- | -------- | -------- | -------- | -------- | -------- | -------- |
| 1    | Tănase Mureșanu   | Romania          | 6        | 30-13    | X        | 5-3      | 5-3      | 5-0      | 5-3      | 5-0      | 5-4      |
| 2    | Umjar Mavlichanov | Unione Sovietica | 5        | 28-17    | 3-5      | X        | 5-4      | 5-2      | 5-2      | 5-3      | 5-1      |
| 3    | Tibor Pézsa       | Ungheria         | 3        | 26-23    | 3-5      | 4-5      | X        | 4-5      | 5-3      | 5-3      | 5-2      |
| 4    | Alberto Lanteri   | Argentina        | 3        | 17-24    | 0-5      | 2-5      | 5-4      | X        | 0-5      | 5-4      | 5-1      |
| 5    | John Andru        | Canada           | 2        | 22-20    | 3-5      | 2-5      | 3-5      | 5-0      | X        | 5-0      | 4-5      |
| 6    | Les Tornallyay    | Australia        | 1        | 15-27    | 0-5      | 3-5      | 3-5      | 4-5      | 0-5      | X        | 5-2      |
| 7    | Humberto Posada   | Colombia         | 1        | 15-29    | 4-5      | 1-5      | 2-5      | 1-5      | 5-4      | 2-5      | X        |

### Secondo turno
| Pos. | Atleta             | Nazione          | Vittorie | Stoccate | Incontri | Incontri | Incontri | Incontri | Incontri | Incontri | Incontri | Incontri |
| Pos. | Atleta             | Nazione          | Vittorie | Stoccate | RYL      | WEL      | PÉZ      | PAR      | CAL      | KER      | FUN      | VIN      |
| ---- | ------------------ | ---------------- | -------- | -------- | -------- | -------- | -------- | -------- | -------- | -------- | -------- | -------- |
| 1    | Jakov Ryl'skij     | Unione Sovietica | 6        | 34-19    | X        | 4-5      | 5-4      | 5-4      | 5-3      | 5-1      | 5-2      | 5-0      |
| 2    | Dieter Wellmann    | Germania         | 5        | 33-21    | 5-4      | X        | 5-4      | 4-5      | 5-3      | 5-0      | 4-5      | 5-0      |
| 3    | Tibor Pézsa        | Ungheria         | 4        | 32-25    | 4-5      | 4-5      | X        | 5-4      | 4-5      | 5-2      | 5-4      | 5-0      |
| 4    | Marcel Parent      | Francia          | 4        | 31-26    | 4-5      | 5-4      | 4-5      | X        | 5-4      | 3-5      | 5-0      | 5-3      |
| 5    | Wladimiro Calarese | Italia           | 3        | 29-28    | 3-5      | 3-5      | 5-4      | 4-5      | X        | 4-5      | 5-1      | 5-3      |
| 6    | Attila Keresztes   | Stati Uniti      | 3        | 19-31    | 1-5      | 0-5      | 2-5      | 5-3      | 5-4      | X        | 5-4      | 1-5      |
| 7    | Mitsuyuki Funamizu | Giappone         | 2        | 21-30    | 2-5      | 5-4      | 4-5      | 0-5      | 1-5      | 4-5      | X        | 5-1      |
| 8    | Octavian Vintila   | Romania          | 1        | 12-31    | 0-5      | 0-5      | 0-5      | 3-5      | 3-5      | 5-1      | 1-5      | X        |

| Pos. | Atleta             | Nazione          | Vittorie | Stoccate | Incontri | Incontri | Incontri | Incontri | Incontri | Incontri | Incontri | Incontri |
| Pos. | Atleta             | Nazione          | Vittorie | Stoccate | PIĄ      | MAV      | KOV      | LEF      | DRÎ      | THE      | SHI      | LEC      |
| ---- | ------------------ | ---------------- | -------- | -------- | -------- | -------- | -------- | -------- | -------- | -------- | -------- | -------- |
| 1    | Andrzej Piątkowski | Polonia          | 6        | 33-17    | X        | 5-1      | 3-5      | 5-4      | 5-1      | 5-2      | 5-2      | 5-2      |
| 2    | Umjar Mavlichanov  | Unione Sovietica | 5        | 27-17    | 1-5      | X        | 1-5      | 5-2      | 5-0      | 5-3      | 5-2      | 5-0      |
| 3    | Attila Kovács      | Ungheria         | 5        | 32-21    | 5-3      | 5-1      | X        | 5-4      | 3-5      | 4-5      | 5-3      | 5-0      |
| 4    | Jacques Lefevre    | Francia          | 4        | 30-26    | 4-5      | 2-5      | 4-5      | X        | 5-4      | 5-2      | 5-2      | 5-3      |
| 5    | Ion Drîmbă         | Romania          | 3        | 23-28    | 1-5      | 0-5      | 5-3      | 4-5      | X        | 3-5      | 5-1      | 5-4      |
| 6    | Jürgen Theuerkauff | Germania         | 3        | 24-29    | 2-5      | 3-5      | 5-4      | 2-5      | 5-3      | X        | 2-5      | 5-2      |
| 7    | Seiji Shibata      | Giappone         | 1        | 19-32    | 2-5      | 2-5      | 3-5      | 2-5      | 1-5      | 5-2      | X        | 4-5      |
| 8    | Sandy Leckie       | Gran Bretagna    | 1        | 16-34    | 2-5      | 0-5      | 0-5      | 3-5      | 4-5      | 2-5      | 5-4      | X        |

| Pos. | Atleta             | Nazione          | Vittorie | Stoccate | Incontri | Incontri | Incontri | Incontri | Incontri | Incontri | Incontri | Incontri |
| Pos. | Atleta             | Nazione          | Vittorie | Stoccate | RAK      | ARA      | KÖS      | CHI      | ORL      | PIĄ      | LAN      | KIT      |
| ---- | ------------------ | ---------------- | -------- | -------- | -------- | -------- | -------- | -------- | -------- | -------- | -------- | -------- |
| 1    | Mark Rakita        | Unione Sovietica | 7        | 35-17    | X        | 5-1      | 5-3      | 5-1      | 5-3      | 5-3      | 5-3      | 5-3      |
| 2    | Claude Arabo       | Francia          | 6        | 31-17    | 1-5      | X        | 5-1      | 5-1      | 5-4      | 5-3      | 5-0      | 5-3      |
| 3    | Walter Köstner     | Germania         | 4        | 26-23    | 3-5      | 1-5      | X        | 2-5      | 5-4      | 5-1      | 5-3      | 5-0      |
| 4    | Pierluigi Chicca   | Italia           | 4        | 25-26    | 1-5      | 1-5      | 5-2      | X        | 3-5      | 5-3      | 5-2      | 5-4      |
| 5    | Tom Orley          | Stati Uniti      | 3        | 30-26    | 3-5      | 4-5      | 4-5      | 5-3      | X        | 4-5      | 5-1      | 5-2      |
| 6    | Andrzej Piątkowski | Polonia          | 3        | 25-28    | 3-5      | 3-5      | 1-5      | 3-5      | 5-4      | X        | 5-3      | 5-1      |
| 7    | Alberto Lanteri    | Argentina        | 1        | 17-31    | 3-5      | 0-5      | 3-5      | 2-5      | 1-5      | 3-5      | X        | 5-1      |
| 8    | Teruhiro Kitao     | Giappone         | 0        | 14-35    | 3-5      | 3-5      | 0-5      | 4-5      | 2-5      | 1-5      | 1-5      | X        |

| Pos. | Atleta            | Nazione       | Vittorie | Stoccate | Incontri | Incontri | Incontri | Incontri | Incontri | Incontri | Incontri | Incontri |
| Pos. | Atleta            | Nazione       | Vittorie | Stoccate | OCH      | BAK      | SAL      | MUR      | HAM      | COO      | POS      | PEN      |
| ---- | ----------------- | ------------- | -------- | -------- | -------- | -------- | -------- | -------- | -------- | -------- | -------- | -------- |
| 1    | Emil Ochyra       | Polonia       | 7        | 35-17    | X        | 5-3      | 5-4      | 5-4      | 5-2      | 5-2      | 5-2      | 5-0      |
| 2    | Péter Bakonyi     | Ungheria      | 5        | 31-19    | 3-5      | X        | 5-2      | 5-3      | 5-1      | 5-2      | 5-1      | 3-5      |
| 3    | Cesare Salvadori  | Italia        | 4        | 29-22    | 4-5      | 2-5      | X        | 3-5      | 5-4      | 5-2      | 5-0      | 5-1      |
| 4    | Tănase Mureșanu   | Romania       | 4        | 31-23    | 4-5      | 3-5      | 5-3      | X        | 4-5      | 5-1      | 5-0      | 5-4      |
| 5    | Eugene Hamori     | Stati Uniti   | 3        | 25-31    | 2-5      | 1-5      | 4-5      | 5-4      | X        | 5-4      | 3-5      | 5-3      |
| 6    | Ralph Cooperman   | Gran Bretagna | 2        | 21-29    | 2-5      | 2-5      | 2-5      | 1-5      | 4-5      | X        | 5-1      | 5-3      |
| 7    | Ignacio Posada    | Colombia      | 2        | 14-30    | 2-5      | 1-5      | 0-5      | 0-5      | 5-3      | 1-5      | X        | 5-2      |
| 8    | Enrique Penabella | Cuba          | 1        | 18-33    | 0-5      | 5-3      | 1-5      | 4-5      | 3-5      | 3-5      | 2-5      | X        |

### Ottavi di finale
| Vincente          | Vincente         | Risultato | Sconfitto        | Sconfitto        |
| Atleta            | Nazione          | Risultato | Atleta           | Nazione          |
| ----------------- | ---------------- | --------- | ---------------- | ---------------- |
| Tibor Pézsa       | Ungheria         | 10 - 6    | Mark Rakita      | Unione Sovietica |
| Marcel Parent     | Francia          | 10 - 7    | Tănase Mureșanu  | Romania          |
| Dieter Wellmann   | Germania         | 10 - 9    | Attila Kovács    | Ungheria         |
| Claude Arabo      | Francia          | 10 - 4    | Pierluigi Chicca | Italia           |
| Walter Köstner    | Germania         | 10 - 9    | Jerzy Pawłowski  | Polonia          |
| Emil Ochyra       | Polonia          | 10 - 6    | Cesare Salvadori | Italia           |
| Umjar Mavlichanov | Unione Sovietica | 10 - 9    | Péter Bakonyi    | Ungheria         |
| Jakov Ryl'skij    | Unione Sovietica | 10 - 6    | Jacques Lefevre  | Francia          |

### Quarti di finale
| Vincente          | Vincente         | Risultato | Sconfitto       | Sconfitto |
| Atleta            | Nazione          | Risultato | Atleta          | Nazione   |
| ----------------- | ---------------- | --------- | --------------- | --------- |
| Jakov Ryl'skij    | Unione Sovietica | 10 - 5    | Walter Köstner  | Germania  |
| Tibor Pézsa       | Ungheria         | 10 - 7    | Marcel Parent   | Francia   |
| Umjar Mavlichanov | Unione Sovietica | 10 - 9    | Emil Ochyra     | Polonia   |
| Claude Arabo      | Francia          | 10 - 6    | Dieter Wellmann | Germania  |

### Torneo 5º posto
| Vincente      | Vincente | Risultato | Sconfitto       | Sconfitto |
| Atleta        | Nazione  | Risultato | Atleta          | Nazione   |
| ------------- | -------- | --------- | --------------- | --------- |
| Marcel Parent | Francia  | 10 - 9    | Dieter Wellmann | Germania  |
| Emil Ochyra   | Polonia  | 10 - 5    | Walter Köstner  | Germania  |
| Finale        |          |           |                 |           |
| Emil Ochyra   | Polonia  | 10 - 5    | Marcel Parent   | Francia   |

### Girone finale
| Pos.    | Atleta            | Nazione          | Vittorie | Stoccate | Incontri | Incontri | Incontri | Incontri | Barrage |
| Pos.    | Atleta            | Nazione          | Vittorie | Stoccate | PÉZ      | ARA      | MAV      | RYL      | Barrage |
| ------- | ----------------- | ---------------- | -------- | -------- | -------- | -------- | -------- | -------- | ------- |
| Oro     | Tibor Pézsa       | Ungheria         | 2+1      | 13-13    | X        | 5-4      | 3-5      | 5-4      | 5-2     |
| Argento | Claude Arabo      | Francia          | 2+0      | 14-9     | 4-5      | X        | 5-2      | 5-2      | 2-5     |
| Bronzo  | Umjar Mavlichanov | Unione Sovietica | 1+1      | 9-13     | 5-3      | 2-5      | X        | 2-5      | 5-3     |
| 4       | Jakov Ryl'skij    | Unione Sovietica | 1+0      | 11-12    | 4-5      | 2-5      | 5-2      | X        | 3-5     |